# Traułyn
Traułyn (ukr. Траулин) – wieś na Ukrainie, w obwodzie chmielnickim, w rejonie szepetowskim, w hromadzie Sudyłków. W 2001 liczyła 819 mieszkańców, spośród których 798 wskazało jako ojczysty język ukraiński, 18 rosyjski, 1 mołdawski, 1 białoruski, a 1 ormiański.